# Synagogue de Schweidnitz (1877-1938)

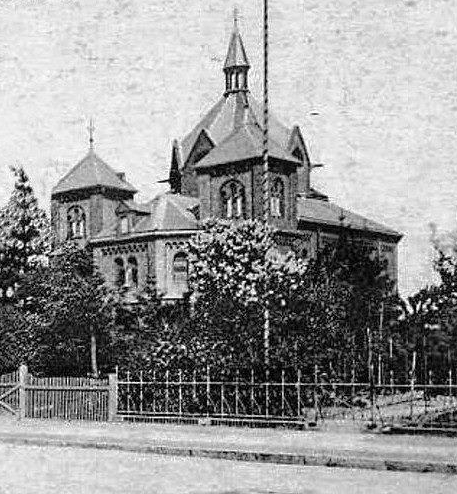
Synagogue de Schweidnitz

La synagogue de Schweidnitz ou synagogue de Świdnica, inaugurée en 1877, a été détruite en 1938 lors de la nuit de Cristal comme la plupart des autres lieux de culte juif en Allemagne.  
Schweidnitz est une ville allemande de Basse-Silésie  jusqu'en 1945. À cette date, elle est rattachée à la Pologne et prend le nom de Świdnica. La population allemande est expulsée et remplacée par des Polonais. La ville, située à 60 km au sud-ouest de Breslau (Wrocław), compte actuellement un peu moins de 60 000 habitants. 

## Histoire de la synagogue
Après la publication de l'édit d'émancipation en 1812, assimilant les Juifs du royaume de Prusse aux autres citoyens, le nombre de Juifs à Schweidnitz croit rapidement. À partir de 1847, une salle de prière est installée dans une pièce de la maison "Pod Złotym Chłopkiem" (Sous l'enfant d'or) au 8 place du Marché. Dès le milieu des années 1860, cette salle devenant trop petite pour la communauté en pleine expansion, celle-ci envisage la construction d'une synagogue en tant que bâtiment indépendant. 
En 1874, une loterie avec tirage au sort est organisée pour recueillir des fonds pour la construction. Les prix sont financés par les habitants de la ville quelle que soit leur religion. En plus, les Juifs s'engagent à faire un don équivalent à un tiers des impôts payés. Le coût total de construction s'élève à 54 000 marks. 
En 1877, grâce aux fonds récoltés, la communauté juive peut lancer la construction de la synagogue dans la Kaiser Wilhemstrasse (aujourd'hui allée Niepodległości). Il s’agit de la première synagogue érigée à Schweidnitz depuis l’expulsion des Juifs de la ville en 1453. La cérémonie d'inauguration a eu lieu le 26 août 1877. Le discours inaugural est prononcé par le rabbin A. Blumenfeld en présence du bourgmestre de la ville Gustav Ludwig Glubrecht.

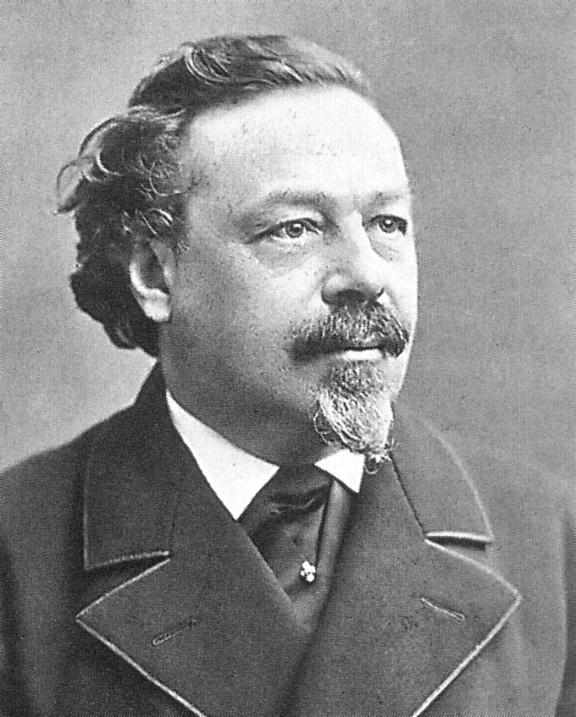
L'architecte Edwin Oppler

Le bâtiment est conçu par le célèbre architecte juif Edwin Oppler. Oppler est entre autres le concepteur de la nouvelle synagogue de Hanovre (1870) et de la synagogue libérale de Breslau (maintenant Wrocław) dénommée le Neue Tempel (1872). Il a travaillé à Paris avec Viollet-le-Duc sur le chantier de restauration de la cathédrale Notre-Dame où il s'est familiarisé avec l'art gothique et l'art roman. Dans ses réalisations, Oppler rejette les suggestions de ses collègues architectes chrétiens, pour lesquels les synagogues devraient être de style mauresque pour rappeler l'origine du peuple juif, et adopte le style néo-roman, voulant ainsi montrer l'assimilation des Juifs allemands.
La construction est réalisée par Urban, maître charpentier à Schweidnitz. Le bâtiment en brique est construit sur un plan rectangulaire, dans le style néo-roman, particulièrement visible dans les détails architecturaux:  jambages et linteaux des portes et des fenêtres, frises décoratives et corniches. Deux tours en façade et un dôme octogonal de forme inhabituelle à pans rentrants, surmonté d'un lanterneau sont des éléments repères du bâtiment. La synagogue peut accueillir environ 250 personnes dans les sections réservés aux hommes et aux femmes. Ce nombre de places est suffisant pour la communauté qui compte 257 membres en 1871, puis 339 en 1890, avant de commencer à diminuer. La synagogue est équipée d'un orgue, ce qui témoigne du caractère libéral de la communauté.  

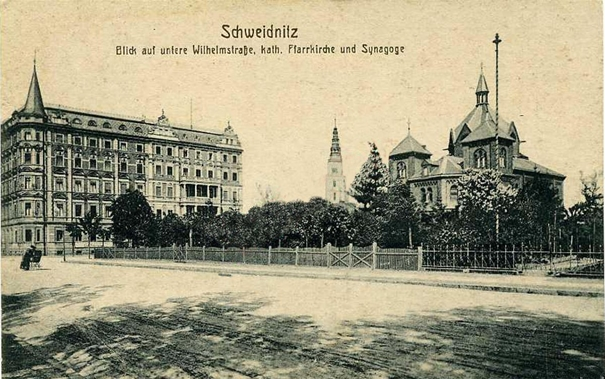
Synagogue de Schweidnitz: vue de la Wilhemstrasse
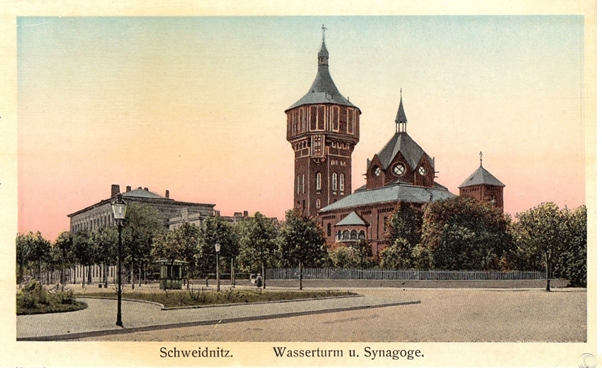
Synagogue de Schweidnitz: vue de l'arrière avec le château d'eau de la ville
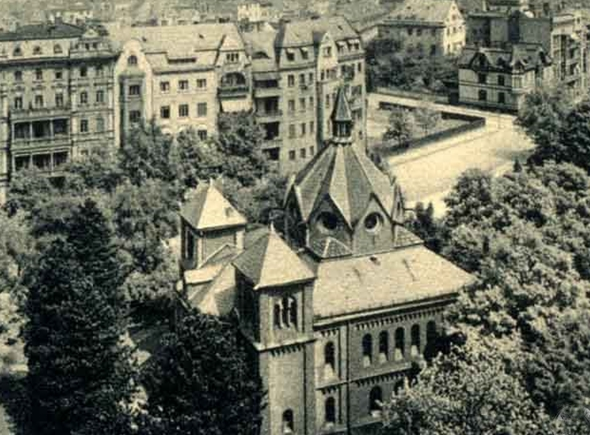
Synagogue de Schweidnitz; vue plongeante
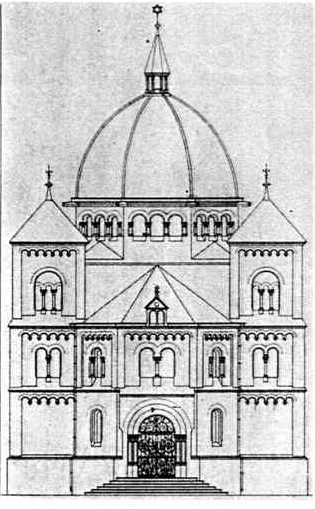
Plan architectural de la façade, avant modification du dôme
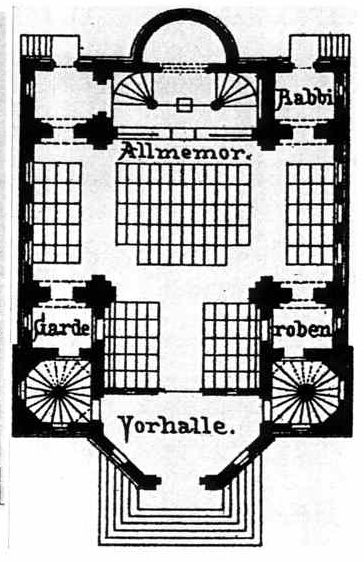
Plan architectural du rez-de-chaussée

En 1893, une cérémonie est organisée dans la synagogue de Schweidnitz pour les 25 ans d'office du rabbin Blumenfeld, en présence des autorités municipales et des représentants des différentes religions. Blumenfeld va rester rabbin de Schweidnitz jusqu'à sa mort en 1904, et sera alors remplacé par le rabbin Felix Brock.  
Lors de la nuit de Cristal du 9 au 10 novembre 1938, des incidents antisémites se déroulent à Schweidnitz. Un groupe de membres de la SA et de la SS met le feu à la synagogue après y avoir déverser à l'intérieur de l'essence. Le bâtiment brule totalement tandis que les passants se rassemblent et regardent sans oser intervenir. Les ruines sont rasées au début 1939.